# Praslinvasapapegaai
De praslinvasapapegaai (Coracopsis barklyi) is een vogel uit de familie Psittaculidae (papegaaien van de Oude Wereld). Het is een kwetsbare, endemische vogelsoort  op de Seychellen.

## Kenmerken
De vogel is 35 tot 40 cm lang en weegt 132 tot 153 g. De vogel is overwegend grijsbruin gekleurd, van onderen iets lichter dan van boven. De snavel is donkergrijs tot zwart, in de broedtijd weer lichter. Rond het oog is de naakte huid grijs. De poten zijn donkergrijs of blauwzwart. Er is geen verschil in het verenkleed tussen mannetje en vrouwtje, onvolwassen vogels zijn bleker van kleur.

## Verspreiding en leefgebied
Deze soort komt voor op de Seychellen, als standvogel op Praslin en er zijn soms waarnemingen op het nabij gelegen eiland Curieuse. Het leefgebied bestaat uit het oorspronkelijke, natuurlijke bos met een voorkeur voor plekken waar inheemse palmen groeien. De vogel wordt ook wel fruit etend aangetroffen in aangeplante bossen, boomgaarden, parken en tuinen. De vogel broedt in boomholtes.

## Status
De praslinvasapapegaai heeft een beperkt verspreidingsgebied en daardoor is de kans op uitsterven aanwezig. De grootte van de populatie werd in 2012 door BirdLife International geschat op 340 tot 600 volwassen individuen en de populatie-aantallen nemen af. De populaties worden bedreigd door ingevoerde soorten ratten die de nesten met eieren beroven en door jacht en vangst. Om deze redenen staat deze soort als kwetsbaar op de Rode Lijst van de IUCN.